# تيودورو استيبان لوبيز كالديرون
تيودورو استيبان لوبيز كالديرون (بالإسبانية: Teodoro Esteban López Calderón)‏ هو عسكري إسباني، ولد في 3 مايو 1954 في كارتاخينا في إسبانيا.